# NK Varaždin (2012)
El NK Varaždin es un equipo de fútbol croata de la ciudad de Varazdin, que juega en la Prva HNL, la primera división de fútbol en el país.

## Historia
Fue fundado el 1 de julio de 2012 en la ciudad de Varazdin después de que el NK Varazdin fuera suspendido a mitad de la temporada 2011/12 de la Prva HNL por deudas económicas.
Legalmente ambos clubes eran considerados diferentes por la Federación Croata de Fútbol hasta que el NK Varazdin desaparece en 2015 tras declararse en Bancarrota, por lo que desde ese año el actual Varazdin es considerado sucesor.
En la temporada 2018/19 gana la Druga HNL, por lo que en la temporada 2019/20 jugó en la Prva HNL por primera vez.

## Palmarés
- Druga HNL: 2

2018/19, 2021/22

## Participación en competiciones de la UEFA
| Temporada | Torneo            | Ronda             | Club        | Casa | Visita | Global |
| --------- | ----------------- | ----------------- | ----------- | ---- | ------ | ------ |
| 2025–26   | Conference League | 2° Clasificatoria | Santa Clara | 2–1  | 0-2    | 2–3    |